# Lucas Donato
Lucas da Silva Donato, ou simplesmente Lucas Donato (Rio de Janeiro, 19 de dezembro de 1995), é um intérprete de samba-enredo e compositor brasileiro.  Atualmente defende a Pérola Negra.

## Carreira
A história de Lucas no carnaval vem de família, já que é neto do sambista Jorge Lucas, e sobrinho de Roberto Ribeiro dois grandes compositores da Império Serrano. Donato conta que estreou no carnaval como intérprete em 2004 na escola mirim Império do Futuro onde desfilou até 2007, já que em 2008 se tornou ritmista da Império Serrano até 2012, quando decidiu virar compositor. Inscreveu um samba na agremiação e foi finalista, mas não ganhou. 
No ano de 2013 ganhou a oportunidade de se tornar apoio de Marquinhos Silva na Tradição, onde desfilou até 2014. Ainda em 2014, desfilou no Paraíso do Tuiuti como apoio de Daniel Silva, no Império Serrano como apoio de Clóvis Pê, e pela primeira vez como intérprete oficial na Arranco, e conquistou o prêmio Elite do Samba como Revelação do Carnaval.
Em 2014, voltou a escrever sambas sob a mentoria de Arlindo Cruz e foi tetracampeão junto com o músico nos anos de 2015, 2016, 2017 e 2018.  No ano, teve a oportunidade de se tornar intérprete oficial na Império Serrano, ao lado de Bico Doce, Arlindo Neto e Alex Ribeiro. Chegou a gravar o samba no CD, no entanto, não desfilou por opção própria. Porém, Donato desfilou como apoio de Emerson Dias na Acadêmicos do Grande Rio. No ano de 2017 sua composição fez com que a Império Serrano voltasse ao Grupo Especial do Rio de Janeiro. 
Em 2022, assumiu o microfone da Lins Imperial junto de Rafael Tinguinha, onde também ganhou um Estandarte de Ouro de melhor samba-enredo da Série Ouro.  Em 2024, se tornou apoio e foi campeão na Mocidade Alegre ao lado de Igor Sorriso em São Paulo e também campeão no Carnaval de Vitória com a Imperatriz do Forte, fazendo com que a escola saísse do grupo de acesso e subisse para o grupo especial. 
Para 2025, Lucas deixa a Imperatriz do Forte, acertando contrato com a Pérola Negra, onde será intérprete ao lado de Bruno Ribas. 

## Títulos e estatísticas
| Segunda Divisão | Segunda Divisão     | Segunda Divisão |
| --------------- | ------------------- | --------------- |
|                 | Imperatriz do Forte | 2024            |

## Premiações
- Elite do Samba

1. 2014 - Revelação do Carnaval

- Prêmio S@mba-Net

1. 2015 - Melhor samba-enredo (Império Serrano) [10]

- Estandarte de Ouro

1. 2023 - Melhor samba-enredo da Série Ouro (Lins Imperial) [11]

- Troféu Capixabices

1. 2024 - Melhor carro de som do Grupo A (Imperatriz do Forte) [12]